# Mauritius op de Olympische Zomerspelen 2000
Mauritius nam deel aan de Olympische Zomerspelen 2000 in Sydney, Australië.

## Deelnemers en resultaten
(m) = mannen, (v) = vrouwen

### Atletiek
| Olympiër                                                          | Onderdeel          | Resultaat | Prestatie                                                                      |
| ----------------------------------------------------------------- | ------------------ | --------- | ------------------------------------------------------------------------------ |
| Stéphane Buckland                                                 | 100m (m)           | 17e       | serie 7: 1ste in 10,35 kwartfinale 4: 4de in 10,26                             |
| Stéphane Buckland                                                 | 200m (m)           | 10e       | serie 1: 2de in 20,81 kwartfinale 4: 4de in 20,53 halve finale 1: 6de in 20,56 |
| Eric Milazar                                                      | 400m (m)           | 17e       | serie 8: 4de in 45,66 kwartfinale 1: 5de in 45,52                              |
| Jonathan Chimier Éric Milazar Stéphane Buckland Fernando Augustin | 4x100m (m)         | 22e       | serie 3: 5de in 39,55                                                          |
| Arnaud Casquette                                                  | verspringen (m)    | 35e       | kwalificatie groep B: 19de met 7,57m                                           |
|                                                                   |                    |           |                                                                                |
| Caroline Fournier                                                 | kogelslingeren (v) | 25e       | kwalificatie groep A: 14de met 56,18m                                          |

### Badminton
| Olympiër                             | Onderdeel      | Resultaat | Prestatie                                                    |
| ------------------------------------ | -------------- | --------- | ------------------------------------------------------------ |
| Denis Constantin                     | enkelspel (m)  | 17e       | 1ste ronde: vrij 2de ronde: V van DEN Gade: 0-2 (3-15, 9-15) |
| Édouard Clarisse Denis Constantin    | dubbelspel (m) | 17e       | 1ste ronde: V van GBR Knowles/Robertson: 0-2 (6-15, 10-15)   |
|                                      |                |           |                                                              |
| Amrita Sawaram                       | enkelspel (v)  | 33e       | 1ste ronde: V van GBR Mann: 0-2 (0-11, 0-11)                 |
| Marie-Hélène Pierre Amrita Sawaram   | dubbelspel (v) | 17e       | 1ste ronde: V van JPN Iwata/Matsuda: 0-2 (2-15, 2-15)        |
|                                      |                |           |                                                              |
| Stephan Beeharry Marie-Hélène Pierre | dubbelspel (g) | 17e       | 1ste ronde: V van CAN Solmundson/Beres: 0-2 (2-15, 6-15)     |

### Boksen
| Olympiër         | Onderdeel | Resultaat | Prestatie                              |
| ---------------- | --------- | --------- | -------------------------------------- |
| Riaz Durgahed    | -54kg (m) | 17e       | 1ste ronde: V van VEN Cermeno: 6-15    |
| Giovanni Frontin | -60kg (m) | 17e       | 1ste ronde: V van COL Cruz: 9-10       |
| Michael Macaque  | +91kg (m) | 9e        | 1ste ronde: V van CAN Binkowski: 14-21 |

### Boogschieten
| Olympiër      | Onderdeel       | Resultaat | Prestatie                                                                |
| ------------- | --------------- | --------- | ------------------------------------------------------------------------ |
| Yehya Bundhun | individueel (m) | 62e       | plaatsingsronde: 62ste met 537 punten 1ste ronde: V van KOR Kim: 141-169 |

### Gewichtheffen
| Olympiër                 | Onderdeel | Resultaat | Prestatie                                                   |
| ------------------------ | --------- | --------- | ----------------------------------------------------------- |
| Gino Soupprayen Padiatty | -56kg (m) | 19e       | trekken: 19de met 95kg stoten: 19de met 115kg totaal: 210kg |

### Judo
| Olympiër            | Onderdeel | Resultaat | Prestatie |
| ------------------- | --------- | --------- | --- |
| Jean-Claude Raphael | -60kg (m) | 9e        | 1ste ronde: W van MDA Florescu: ippon 2de ronde: W van CHN Xu: ippon kwartfinale: V van CAN Morgan: ippon herkansingen: V van AZE Salimov: ippon |

### Tafeltennis
| Olympiër           | Onderdeel     | Resultaat | Prestatie                                             |
| ------------------ | ------------- | --------- | ----------------------------------------------------- |
| Patrick Sahajasein | enkelspel (m) | 66e       | groep O: 3de V van GER Franz: 0-3 V van GBR Syed: 0-3 |

### Zwemmen
| Olympiër         | Onderdeel           | Resultaat | Prestatie               |
| ---------------- | ------------------- | --------- | ----------------------- |
| Christophe Lim   | 100m vrije slag (m) | 66e       | serie 2: 3de in 54,33   |
|                  |                     |           |                         |
| Nathalie Lee Baw | 100m vrije slag (v) | 50e       | serie 1: 4de in 1.06,67 |

Albanië · Algerije · Amerikaanse Maagdeneilanden · Amerikaans-Samoa · Andorra · Angola · Antigua en Barbuda · Argentinië · Armenië · Aruba · Australië · Azerbeidzjan · Bahama's · Bahrein · Bangladesh · Barbados · België · Belize · Benin · Bermuda · Bhutan · Bolivia · Bosnië en Herzegovina · Botswana · Brazilië · Britse Maagdeneilanden · Brunei · Bulgarije · Burkina Faso · Burundi · Cambodja · Canada · Centraal-Afrikaanse Republiek · Chili · China · Chinees Taipei · Colombia · Comoren · Congo-Brazzaville · Congo-Kinshasa · Cookeilanden · Costa Rica · Cuba · Cyprus · Denemarken · Djibouti · Dominica · Dominicaanse Republiek · Duitsland · Ecuador · Egypte · El Salvador · Equatoriaal-Guinea · Eritrea · Estland · Ethiopië · Fiji · Filipijnen · Finland · Frankrijk · Gabon · Gambia · Georgië · Ghana · Grenada · Griekenland · Groot-Brittannië · Guam · Guatemala · Guinee · Guinee‑Bissau · Guyana · Haïti · Honduras · Hongarije · Hongkong · Ierland · IJsland · India · Indonesië · Irak · Iran · Israël · Italië · Ivoorkust · Jamaica · Japan · Jemen · Joegoslavië · Jordanië · Kaaimaneilanden · Kaapverdië · Kameroen · Kazachstan · Kenia · Kirgizië · Koeweit · Kroatië · Laos · Lesotho · Letland · Libanon · Liberia · Libië · Liechtenstein · Litouwen · Luxemburg · Macedonië · Madagaskar · Malawi · Malediven · Maleisië · Mali · Malta · Marokko · Mauritanië · Mauritius · Mexico · Micronesië · Moldavië · Monaco · Mongolië · Mozambique · Myanmar · Namibië · Nauru · Nederland · Nederlandse Antillen · Nepal · Nicaragua · Nieuw-Zeeland · Niger · Nigeria · Noord-Korea · Noorwegen · Oeganda · Oekraïne · Oezbekistan · Oman · Oostenrijk · Pakistan · Palau · Palestina · Panama · Papoea-Nieuw-Guinea · Paraguay · Peru · Polen · Portugal · Puerto Rico · Qatar · Roemenië · Rusland · Rwanda · Saint Kitts en Nevis · Saint Lucia · Saint Vincent en Grenadines · Salomonseilanden · Samoa · San Marino ·  Sao Tomé en Principe · Saoedi-Arabië · Senegal · Seychellen · Sierra Leone · Singapore · Slovenië · Slowakije · Soedan · Somalië · Spanje · Sri Lanka · Suriname · Swaziland · Syrië · Tadzjikistan · Tanzania · Thailand · Togo · Tonga · Trinidad en Tobago · Tsjaad · Tsjechië · Tunesië · Turkije · Turkmenistan · Uruguay · Vanuatu · Venezuela · Verenigde Arabische Emiraten · Verenigde Staten · Vietnam · Wit-Rusland · Zambia · Zimbabwe · Zuid-Afrika · Zuid-Korea · Zweden · Zwitserland · Individuele olympische atleten